# Предание
Преданията са текстове (обикновено наративни) от традиционната духовна култура на народите, които съхраняват историята на определен човешки колектив или обясняват появата на обект или явление и я препредават от поколение на поколение.
Преданието може да съобщава само един-единствен факт, без да го обяснява. Всичко, разказано в него, се представя като видяно и чуто от старите хора. То се възприема като безспорна истина, която трябва да бъде запазена и предадена на потомците. По този начин преданието се превръща в история на даден човешки колектив, в която са заличени границите между историческата истина и художествената измислица .
В Речника на българския език терминът „предание“ се определя така: „Разказ за някогашно събитие, случка или историческа личност, разказван и предаван между поколенията, който може да се е отдалечил от реалния факт и да е придобил фантастични елементи“.